# 20022 Dontown
20022 Dontown è un asteroide della fascia principale. Scoperto nel 1991, presenta un'orbita caratterizzata da un semiasse maggiore pari a 2,633354 UA e da un'eccentricità di 0,106546, inclinata di 2,069797° rispetto all'eclittica. Ha un diametro di 2,266 km.